# Anodontosaurus
Anodontosaurus is een geslacht van plantenetende ornithischische dinosauriërs, behorend tot de Ankylosauria, dat tijdens het late Krijt leefde in het gebied van het huidige Noord-Amerika. De typesoort is Anodontosaurus lambei.

## Vondst en naamgeving
In 1916 groef Charles Mortram Sternberg bij Morrin in Alberta, in de vallei van de Red Deer River, een skelet op van een ankylosauriër. In 1928 benoemde en beschreef hij dit als de typesoort Anodontosaurus lambei. De geslachtsnaam is afgeleid van het Oudgriekse ὀδών, odoon, "tand", een verwijzing naar het ontbreken van tanden bij het specimen. De soortaanduiding eerde wijlen Lawrence Morris Lambe.
Het holotype CMN 8530 is gevonden in een laag van de late onderste Horseshoe Canyon Formation welke dateert uit het laatste Campanien en ongeveer eenenzeventig miljoen jaar oud is. Het bestaat uit een gedeeltelijk skelet met schedel. Bewaard zijn gebleven: een vrijwel complete schedel, de onderkaken, een halswervel, een zitbeen, een teenkootje en delen van het pantser waaronder een halve halsberg. De schedel is tijdens de fossilisering erg platgedrukt.

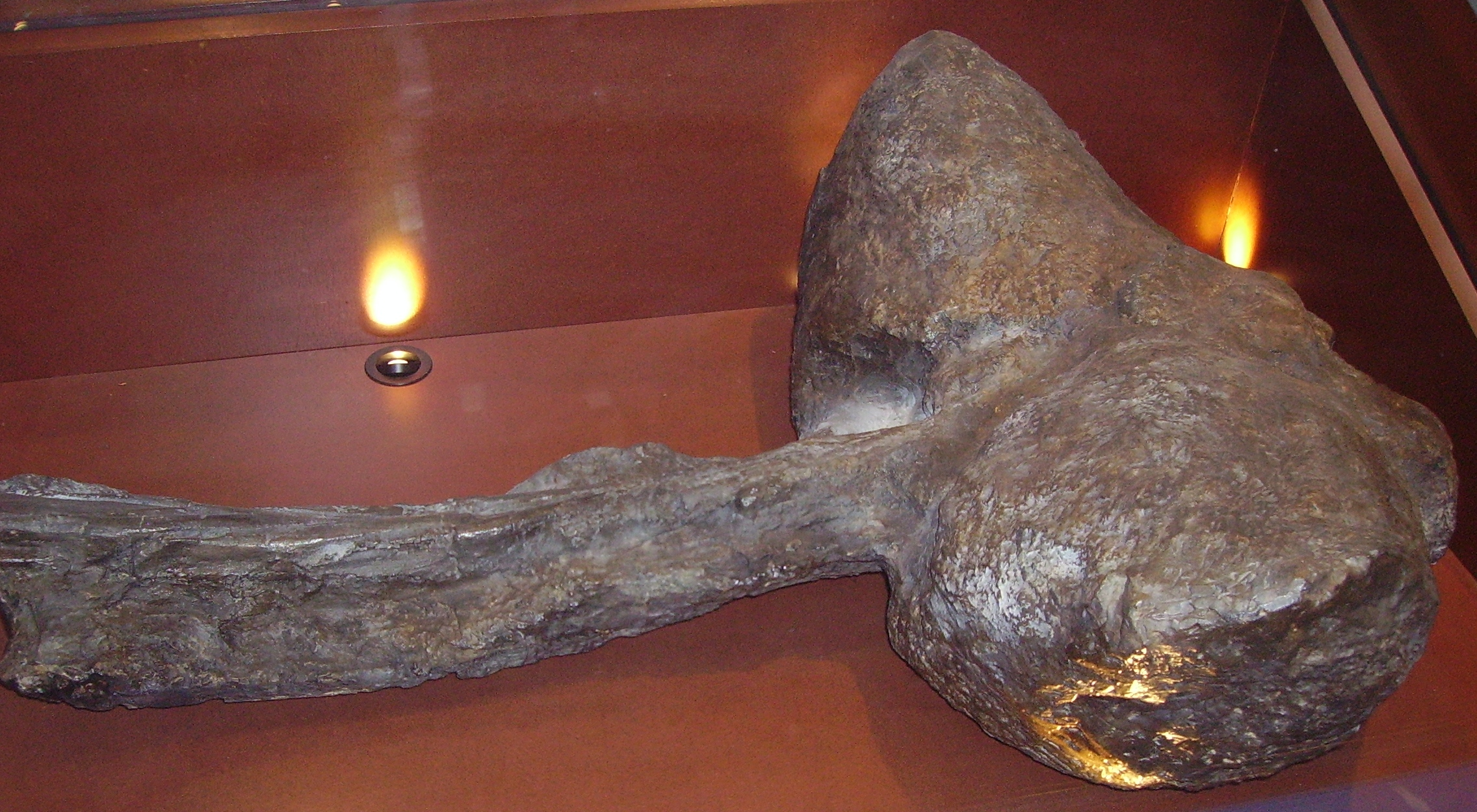
De staartknots van AMNH 5245

De soort kreeg daarna weinig aandacht. In 1971 stelde Walter Preston Coombs dat Anodontosaurus identiek was aan, en een jonger synoniem van, Euoplocephalus tutus, bij welke soort hij alle ankylosaurische vondsten van het Campanien van Noord-Amerika onderbracht. In 2003 was Matthew Vickaryous het met hem eens en herbeschreef als eerste de schedel van Anodontosaurus waarbij hij alle verschillen met Euoplocephalus tutus toeschreef aan beschadigingen. In 2010 en 2013 echter wees Victoria Arbour erop hoe bijzonder onwaarschijnlijk het was dat één enkele soort zo'n enorm bereik in ruimte en tijd zou hebben gehad en begon het materiaal van Euoplocephalus te splitsen. Daarbij werd het geslacht Anodontosaurus weer als geldig erkend. Arbour wees een belangrijk deel van het ankylosaurische materiaal uit de Horseshoe Canyon Formation aan Anodontosaurus toe. Dit omvat de specimina: AMNH 5216, een staartknots; AMNH 5223, een schedel; AMNH 5245, een achterste helft van een skelet; NHMUK R4947, een schedel; ROM 832, een gedeeltelijke schedel; TMP 1982.9.3, een fragmentarisch skelet zonder schedel; TMP 1994.168.1, een staartknots; TMP 1996.75.01, een gedeeltelijke schedel met nekelementen gevonden bij Hilda; TMP 1997.59.1, een schedel; TMP 1997.132.01, een gedeeltelijk skelet met schedel en halsberg; en USNM 10753, een staartknots. Bij elkaar is zo een groot deel van het skelet bekend.
In 2018 werd de zaak verder gecompliceerd doordat Paul Penkalski TMP 1997.132.01 benoemde als een tweede soort: Anodontosaurus inceptus, "beginnend". Specimen AMNH 5238, een vrij kleine schedel van een wellicht onvolgroeid dier gevonden in Newell county, wees hij aan deze soort toe. Beide specimina komen uit de Dinosaur Park Formation en hebben een leeftijd van zo'n 76,5 miljoen jaar, dus vijfenhalf miljoen jaar ouder dan Anodontosaurus lambei.

## Beschrijving

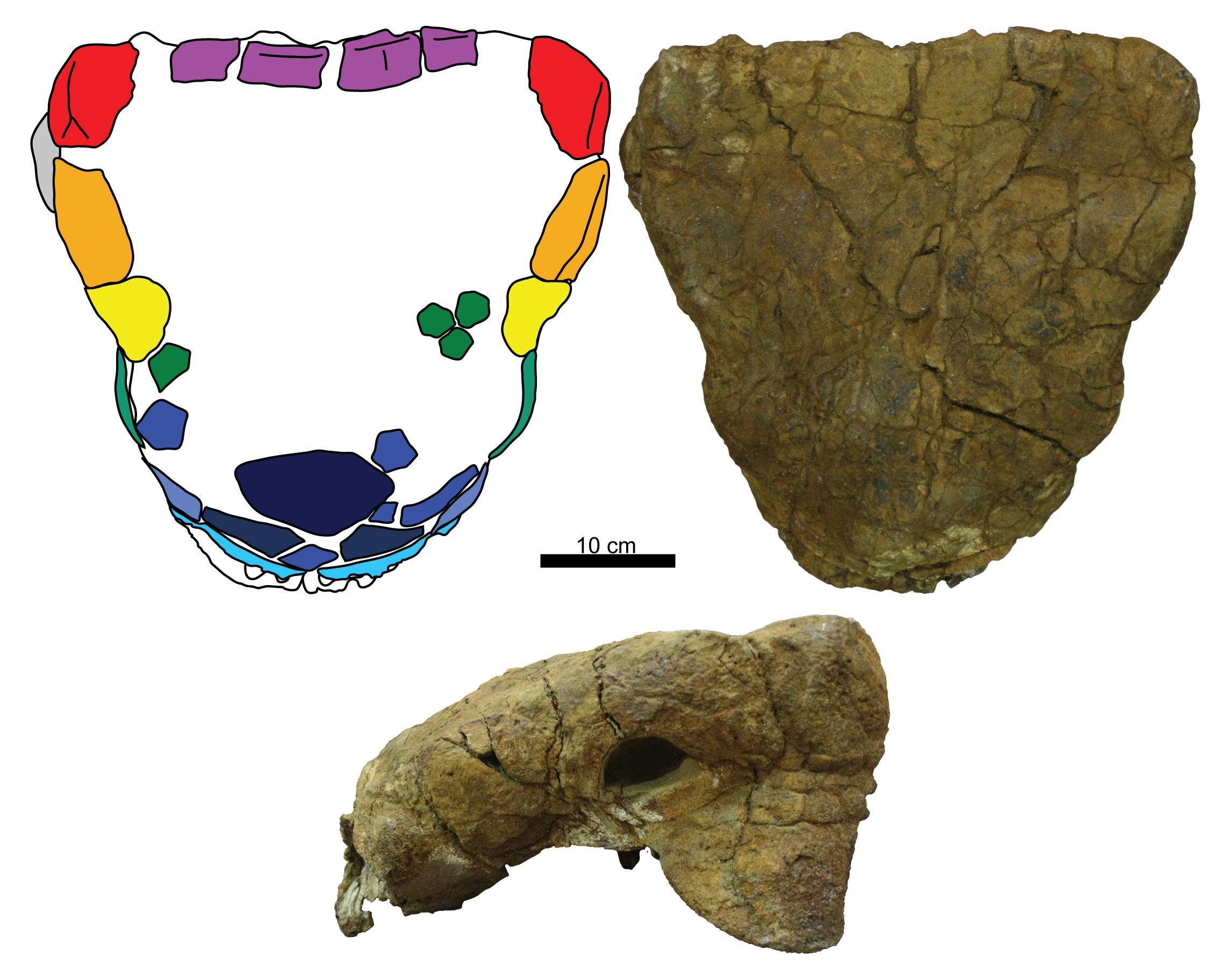
De schedel van TMP 1997.132.1

Anodontosaurus is een middelgrote ankylosauriër. Gregory S. Paul schatte in 2010 de lichaamslengte op vijf meter, het gewicht op twee ton.
Arbour wist in 2013 enkele kenmerken vast te stellen waarin Anodontosaurus zich van verwanten onderscheidt. Geen van deze kenmerken is uniek, maar hun combinatie wel. Anodontosaurus verschilt van Euoplocephalus tutus en Scolosaurus cutleri in het bezit van ronde vastgegroeide huidverbeningen als bases van de hoorns op het quadratojugale en het squamosum, en van kleine osteodermen aan de bases van grotere beenschubben op de halsbergen. De soort verschilt van Euoplocephalus tutus en Dyoplosaurus acutosquameus in het bezit van puntige driehoekige grote osteodermen op de staartknots, die breder is dan lang. Hij onderscheidt zich van Dyoplosaurus acutosquameus in het bezit van horizontaal zijwaarts gerichte sacrale ribben en U-vormige voetklauwen. Hij verschilt van Scolosaurus cutleri in het bezit van een korter achterblad van het darmbeen. Anodontosaurus verschilt van Ankylosaurus magniventris in het bezit van naar voren gerichte neusgaten en door het ontbreken van een doorlopende kiel tussen de hoorn op het squamosum en de supraorbitalia.
In 2018 gaf Penkalski enkele kenmerken waarin A. inceptus verschilde van A. lambei. De squamosale hoorns hebben een bredere basis. De centrale caputegula van de neus heeft een waaiervorm. De vier symmetrisceh caputegulae achter op de neus ontbreken. In de onderkaak steekt de processus coronoides minder uit. Verder zouden de driehoekige voetklauwen een afwijkend kenmerk kunnen zijn, hoewel ook een verband mogelijk is met de leeftijd van het exemplaar.

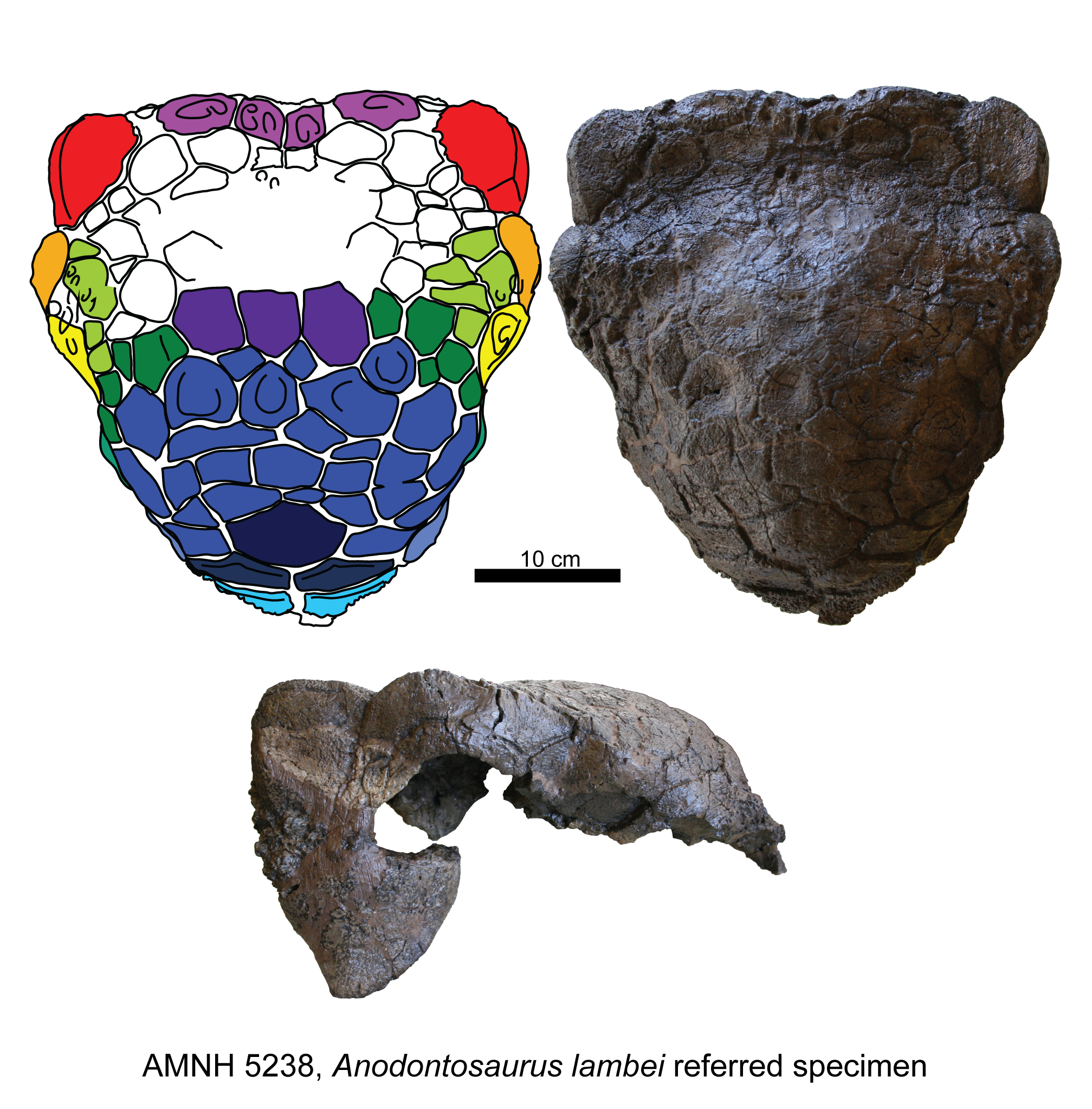
AMNH 5238 met vermeend ooglid

AMNH 5238 is een van de twee schedels, naast AMNH 5404, waarbij Coombs het beroemde "verbeende ooglid" meende aangetroffen te hebben.
Het gebrek aan tanden bij het holotype van A. lambei was een gevolg van beschadigingen bij het fossiel; het levende dier bezat die wel degelijk. Sternberg meende ten onrechte dat de functie van de tanden overgenomen was door de wangplaten op het bovenkaaksbeen en de onderkaak. Die waren door de verticale indrukking van het fossiel onder het verhemelte geschoven en werden door hem aangezien voor grote platte wrijvingsplaten waartussen het voedsel werd vermalen; door toeval lagen er ook van zulke stukken, vermoedelijk afkomstig van de zijkant van de kaak, op de linkeronderkaak wat hem in zijn dwaling sterkte.
Volgens Vickaryous was er boven op de snuit een centrale grote veelhoekige osteoderm aanwezig. Arbour zag dit later als een opeenhoping van kleinere beenplaatjes.

## Fylogenie
Anodontosaurus werd door C.M. Sternberg oorspronkelijk bij de Stegosauria ondergebracht, een groep die toen alle gepantserde vormen omvatte. In de jaren zestig werd wel gemeend dat het een lid van de Nodosauridae zou kunnen betreffen, maar op het eind van dat decennium werd beseft dat het om een soort uit de Ankylosauridae ging. Doordat Coombs het geslacht onderdrukte was de vraag naar zijn verwantschappen overbodig geworden. Een cladistische analyse van Arbour toont een vrij basale positie in de Ankylosauridae, of net boven Ankylosaurus in de stamboom staand of met deze een klade vormend als zustersoort van Euoplocephalus.
Volgens Penkalski is het mogelijk dat A. inceptus afstamt van Scolosaurus en de directe voorouder is van A. lambei via een proces van anagenese.